# Mirbelia ovata

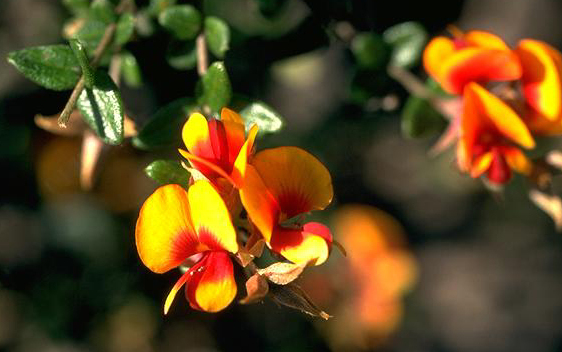

Mirbelia ovata är en ärtväxtart som beskrevs av Meissner. Mirbelia ovata ingår i släktet Mirbelia och familjen ärtväxter. Inga underarter finns listade i Catalogue of Life.